# Артикбаєв Чакпак
Чакпак Артикбаєв (нар. 1905, аул Ченгельди (аул № 2) Шибінської волості Казалінського повіту Сирдар'їнської губернії, тепер Республіка Казахстан — 1986, місто Алма-Ата, тепер Алмати, Республіка Казахстан) — радянський партійний діяч, 1-й секретар Алма-Атинського обкому КП(б) Казахстану. Депутат Верховної Ради СРСР 1-го скликання. Член Бюро ЦК КП(б) Казахстану в 1937—1938 роках.

## Біографія
Народився в казахській родині. У 1918—1922 роках — вихованець школи-інтернату селища Камишли-Баш Сирдар'їнської губернії, курсант педагогічних курсів у місті Казалінську, слухач Киргизького інституту просвіти у Ташкенті. У 1920 році вступив до комсомолу. У січні — серпні 1923 р. — вагар приватного закупівельника риби Мамонтова у селищі Камишли-Баш Амудар'їнської області, секретар комсомольського осередку селища Камишли-Баш.
У вересні 1923 — червні 1924 р. — студент Комуністичного університету імені Леніна у Ташкенті.
У червні 1924 — березні 1925 р. — завідувач відділу політичної просвіти і секретар Алма-Атинського повітового комітету комсомолу. У квітні — жовтні 1925 р. — завідувач економічного відділу Джетисуйського губернського комітету комсомолу (ВЛКСМ). У жовтні 1925 — січні 1926 р. — секретар Талди-Курганського повітового комітету ВЛКСМ. У лютому 1926 — грудні 1927 р. — секретар Джетисуйського губернського комітету комсомолу (ВЛКСМ) у місті Алма-Ати.
Член ВКП(б) з листопада 1926 року.
У січні 1928 — червні 1929 р. — голова Крайового бюро піонерів Казахського крайового комітету ВЛКСМ у місті Кзил-Орді.
У липні 1929 — березні 1933 р. — студент Московського торгово-товарознавчого плодоягідного інституту Центроспілки, закінчив три курси.
У квітні — листопаді 1933 р. — завідувач організаційно-масового сектору Аральської рибалкоспілки в місті Аральську Кзил-Ординської області. У грудні 1933 — січні 1934 р. — завідувач сектору партійних кадрів Актюбинського обласного комітету ВКП(б).
У січні — вересні 1934 р. — 1-й секретар Актюбинського обласного комітету комсомолу.
У вересні 1934 — квітні 1937 р. — завідувач відділу керівних партійних органів Казахського крайового комітету ВКП(б). У квітні — вересні 1937 р. — завідувач радянсько-торговельного відділу ЦК КП(б) Казахстану.
У вересні 1937 — квітні 1938 р. — 1-й секретар Алма-Атинського обласного комітету КП(б) Казахстану.
У квітні — червні 1938 р. — народний комісар легкої промисловості Казахської РСР.
28 червня 1938 року заарештований органами НКВС Казахської РСР, виключений із членів ВКП(б). 26 жовтня 1940 року засуджений на 8 років ув'язнення у виправно-трудових таборах (ВТТ). Покарання відбував з грудня 1940 до лютого 1947 року у Канському виправно-трудовому таборі МВС СРСР Красноярського краю. У лютому 1947 — січні 1948 р. — агротехнік Сибірського будівельно-монтажного управління у Канську. У січні — травні 1948 р. — не працював через хворобу, проживав у місті Чимкенті Казахської РСР.
У 1948 році був заарештований органами МВС Казахської РСР і висланий на спецпоселення. У червні 1948 — червні 1955 р. — агроном, начальник виробничої дільниці по боротьбі із сільськогосподарськими шкідниками плодоягідних культур в селищі Іскандер Бостандикського району Південно-Казахстанської області.
5 листопада 1954 року реабілітований, потім відновлений у членах КПРС. У червні — грудні 1955 р. — не працював, проживав у Чимкенті. У грудні 1955 — вересні 1956 р. — голова будівельного комітету Будівельно-монтажного управління № 4 у Чимкенті.
У жовтні 1956 — вересні 1958 р. — начальник Алма-Атинського обласного видавництва (управління друку і поліграфічної продукції) при управління культури Алма-Атинського облвиконкому.
З вересня 1958 р. — на пенсії, з травня 1962 року — персональний пенсіонер союзного значення у місті Алма-Аті, де й помер у вересні 1986 року.